# Жигин, Александр Александрович
Александр Александрович Жигин (12 сентября 1986) – казахстанский конькобежец, мастер спорта Республики Казахстан международного класса (2004).

## Биография
Коньками стал заниматься с 6 лет у тренера П.П. Пастушенко. В 15 лет стал членом Национальной сборной Казахстана, тренировался у А.П. Радченко.
Живёт и тренируется в Кустанае  и Астане . Выступает за ЦСКА. После окончания в 2008 году военно-спортивного колледжа ЦСКА получил воинское звание « лейтенант».
Бронзовый призёр Чемпионатов Азии 2004, 2005 г. среди юниоров.
Обладатель Почетного кубка 45-го турнира профи Альберта Нокологи.
Участник чемпионатов мира 2004, 2005 годов и чемпионата мира по спринту 2006 года.
Чемпион Казахстана 2005 года среди юниоров. Шестикратный чемпион Казахстан.
В 2005 году побил рекорд РК на дистанции 500м с результатом 36,5 сек., который в течение 17 лет принадлежал Вадиму Шакшибаеву.
На Зимней Олимпиаде 2006 года в Турине был 34-м на 500-метровой дистанции и 36-м – на 1000-метровке.
На зимней Азиаде 2011 года стал бронзовым призёром в командной гонке.